# 第5回全国中等学校優勝野球大会
第5回全国中等学校優勝野球大会は、1919年（大正8年）8月13日から8月19日まで鳴尾球場で実施された全国中等学校優勝野球大会である。

## 概要
前回大会が米騒動によって中止となったため、大会としては2年ぶりの開催となった。地元・兵庫の神戸一中が初めての優勝を飾った。

## 代表校
| 地方大会 | 代表校     | 出場回数     |
| -------- | ---------- | ------------ |
| 東北     | 盛岡中     | 2年ぶり2回目 |
| 関東     | 竜ヶ崎中   | 2年連続2回目 |
| 京浜     | 慶応普通部 | 4年連続4回目 |
| 甲信     | 長野師範   | 4年連続4回目 |
| 北陸     | 長岡中     | 2年連続2回目 |
| 東海     | 愛知一中   | 3年連続3回目 |
| 京津     | 同志社中   | 初出場       |

| 地方大会 | 代表校   | 出場回数     |
| -------- | -------- | ------------ |
| 紀和     | 和歌山中 | 5年連続5回目 |
| 大阪     | 市岡中   | 2年連続3回目 |
| 兵庫     | 神戸一中 | 初出場       |
| 山陰     | 鳥取中   | 2年連続4回目 |
| 山陽     | 豊浦中   | 初出場       |
| 四国     | 松山商   | 初出場       |
| 九州     | 小倉中   | 初出場       |

## 試合結果

### 1回戦
- 松山商 12 - 4 竜ヶ崎中
- 盛岡中 4x - 3 同志社中
- 小倉中 9 - 1 長岡中
- 慶応普通部 2 - 0 豊浦中
- 鳥取中 4 - 3 愛知一中
- 神戸一中 3 - 1 和歌山中

### 準々決勝
- 長野師範 2 - 0 市岡中
- 神戸一中 3 - 0 慶応普通部
- 盛岡中 1 - 0 松山商
- 小倉中 4 - 2 鳥取中（延長15回）

### 準決勝
- 長野師範 1 - 0 小倉中
- 神戸一中 8 - 0 盛岡中

### 決勝
|          | 1 | 2 | 3 | 4 | 5 | 6 | 7 | 8 | 9 | R | H  | E |
| -------- | - | - | - | - | - | - | - | - | - | - | -- | - |
| 長野師範 | 0 | 0 | 0 | 0 | 0 | 2 | 0 | 0 | 2 | 4 | 6  | 2 |
| 神戸一中 | 0 | 2 | 0 | 0 | 0 | 0 | 0 | 5 | X | 7 | 10 | 4 |

1. （長）：山崎 - 平林
2. （神）：山口 - 石関
3. 審判
［球審］藤田
［塁審］能勢・池永
［外審］戸田

## その他の主な出場選手
- 井口新次郎（和歌山中）